# Абдалов, Павел Арсенович
Па́вел Арсе́нович Абда́лов (род. 24 февраля 1964) — советский и российский актёр, каскадёр, мастер дубляжа и продюсер.

## Биография
Родился 24 февраля 1964 года в Москве. Дебютировал в 1986 году, сыграв в эпизоде фильма Г. Н. Данелии «Кин-дза-дза», и с тех пор снялся более чем в 50 ролях в кино и телесериалах.
В 1981 году поступил в ГИТИС к Олегу Табакову, но со второго курса был призван в армию. После её окончания вернулся в ГИТИС и продолжил обучение на курсе Владимира Андреева.
В 1988 году был принят в труппу московского театра «Сатирикон» под руководством Константина Райкина, где прослужил до 1992 года. В театре играл главную роль Геркулеса в спектакле «Геркулес и Авгиевы конюшни». В спектакле «Маугли» сыграл роль Шерхана. Принимал участие в спектаклях «Лица» и «Что наша жизнь».
Широкую популярность актёр завоевал после выхода на экраны фильмов «Зверобой», «Мужская компания» и «Дафнис и Хлоя». В 2000-х годах переключился на участие в телесериалах: «Спасатели. Затмение», «Next-3», «Молодой Волкодав», «КГБ в смокинге», «Гражданин начальник-3», «Естественный отбор», «Курьерский особой важности» и др.
В полнометражном кино сыграл в фильмах: «День выборов», «Господа офицеры: Спасти императора», «Самый лучший фильм 2», «Полное превращение».
С 2014 года входит в жюри Международного фестиваля сценического фехтования «Серебряная шпага» имени Н. В. Карпова.

## Фильмография
- 1986 — «Кин-дза-дза!» — эпизод
- 1987 — «Человек с бульвара Капуцинов» — эпизод
- 1990 — «Зверобой» — Гарри Марч, Непоседа
- 1992 — «Мужская компания» — Паша
- 1993 — «Похитители воды» — Марадона
- 1993 — «Дафнис и Хлоя» — Даркон
- 1994 — «Простодушный» — Мушкетёр
- 1994 — «Рысь идёт по следу» — Браконьер Фёдор
- 2000 — «Спасатели» — Пётр Карпенко
- 2001 — «Конференция маньяков» — Инспектор налоговой службы
- 2001 — «Фаталисты» — Агент Кругленького
- 2002 — «Азазель» — Дворецкий Джон
- 2003 — «Приключения мага» — Художник Игорь
- 2003 — «Сыщик без лицензии» — Фуртаков
- 2003 — «Чтобы помнили. Андрей Ростоцкий» (документальный)
- 2003 — «Next 3» — Павел Черницин
- 2005 — «Адвокат» — Капитан Булыга
- 2005 — «КГБ в смокинге» — Рей
- 2005 — «Сволочи» — Командир самолёта
- 2006 — «Просто повезло» — бизнесмен
- 2006 — «Охота на гения» — Стас Кондратюк
- 2006 — «Гражданин начальник 3» — Бандит Рэм
- 2006 — «Молодой Волкодав» — Гвалиор
- 2006 — «Псевдоним „Албанец“» — (работа в качестве каскадёра)
- 2006 — «Как уходили кумиры. Андрей Ростоцкий» (документальный)
- 2007 — «День выборов» — Боря (Борис Сергеевич), управляющий ликёро-водочным заводом
- 2007 — «Формула стихии» — полковник Мигун
- 2008 — «Два цвета страсти» — тренер по борьбе
- 2008 — «Господа офицеры: Спасти императора» — полковник Сергей Александрович Стрелецкий
- 2009 — «Самый лучший фильм-2» — Павлик, бандит
- 2009 — «Потому что это я» (киноальманах) — представитель
- 2009 — «Дядя из Чикаго» (короткометражный фильм)
- 2010 — «Классные мужики» — эпизод
- 2010 — «Естественный отбор» — Семён Засечный
- 2012 — «Берега» — полковник
- 2013 — «Москва. Три вокзала-6» — Валерий Михайлович Капитанов, армейский полковник
- 2013 — «Курьерский особой важности» — Тихон Спиридонович («Тихон Балда»)
- 2013 — «Жених» — Евгений Самойлов, брат Игоря, вор-рецидивист по кличке «Онегин»
- 2014 — «Разрывая замкнутый круг» (Тығырықтан жол тапқан) — Тихон
- 2014 — «Память сердца» — Михаил Львович Мартынов, частный детектив
- 2014 — «Мент в законе-9» — майор Кузьмин
- 2014 — «Легавый-2» — Алексей Климов, бывший однополчанин Павливкера
- 2015 — «Родина» — губернатор
- 2015 — «Полное превращение» — Леонид, отец Дмитрия
- 2015 — «Орден» — Павел Завьялов, начальник медицинской службы
- 2015 — «Новая жена» — Юрий
- 2015 — «Выжить после-3» — эпизод
- 2015 — «Восьмидесятые-5» — Константин Алексеевич, депутат
- 2016 — «Против всех правил» — Колода
- 2017 — «Свидетели» — эпизод
- 2017 — «Молодёжка-5»
- 2017 — «Команда „Б“» — инструктор Павлов
- 2018 — «Взрыв» — полковник ФСБ
- 2019 — «Хорошая жена» — Кириллов
- 2019 — «Безсоновъ» — Шипов
- 2019 — #Dетки» —  директор
- 2019 — «Дама треф» —  Мазалов, генерал-лейтенант
- 2020 — «Под прикрытием» — «Варан»
- 2020 — «Одноклассники смерти» — Красильников
- 2022 — «Оффлайн» — Цуладзе